# Housse
Housse is een plaats en deelgemeente van de Belgische gemeente Blegny. Housse ligt in de provincie Luik en was tot 1 januari 1977 een zelfstandige gemeente.

## Geschiedenis
Housse maakte onderdeel uit van het graafschap Dalhem. In 1672 werden de heerlijke rechten door de Koning van Spanje verleend aan de kasteelheren van Housse.
In 1613 werd melding gemaakt van een kapel die gewijd was aan Sint-Jan-de-Doper. Het patronaatsrecht en het tiendrecht van de kapel was in bezit van de Abdij van Val-Dieu en de kapel van Housse was afhankelijk van de parochie van Sint-Remigiusparochie te Saint-Remy.
In de 20e eeuw werd de steenkool onder het dorp gewonnen vanuit de Steenkolenmijn van Hasard. In het buurdorp Cheratte was de mijnzetel waar de kool boven de grond kwam.

## Demografische ontwikkeling
- Bronnen:NIS, Opm:1831 tot en met 1970=volkstellingen, 1976= inwoneraantal op 31 december

## Bezienswaardigheden
- Sint-Jan-de-Doperkerk
- Moulin Leval
- Moulin de Burdo-Cuisine
- Kasteelboerderij van Housse

## Natuur en landschap
Saint-Remy ligt tussen het dal van de Julienne en dat van de Bolland, op een hoogte van ongeveer 150 meter, in het Land van Herve. Tussen Housse en de Bolland ligt nog de loop van Le Bacsai, een zijriviertje van de Bolland.

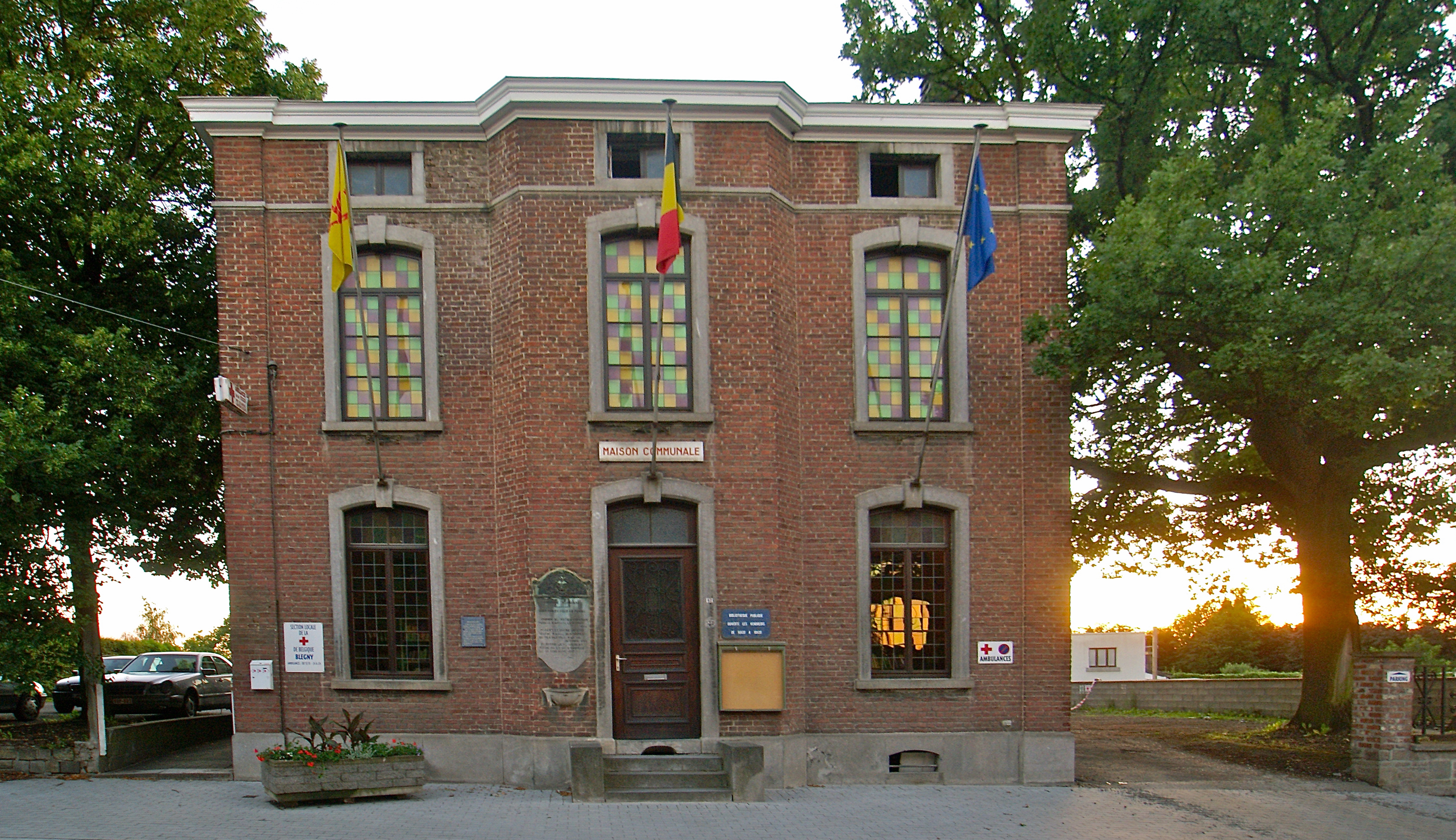
Voormalig gemeentehuis
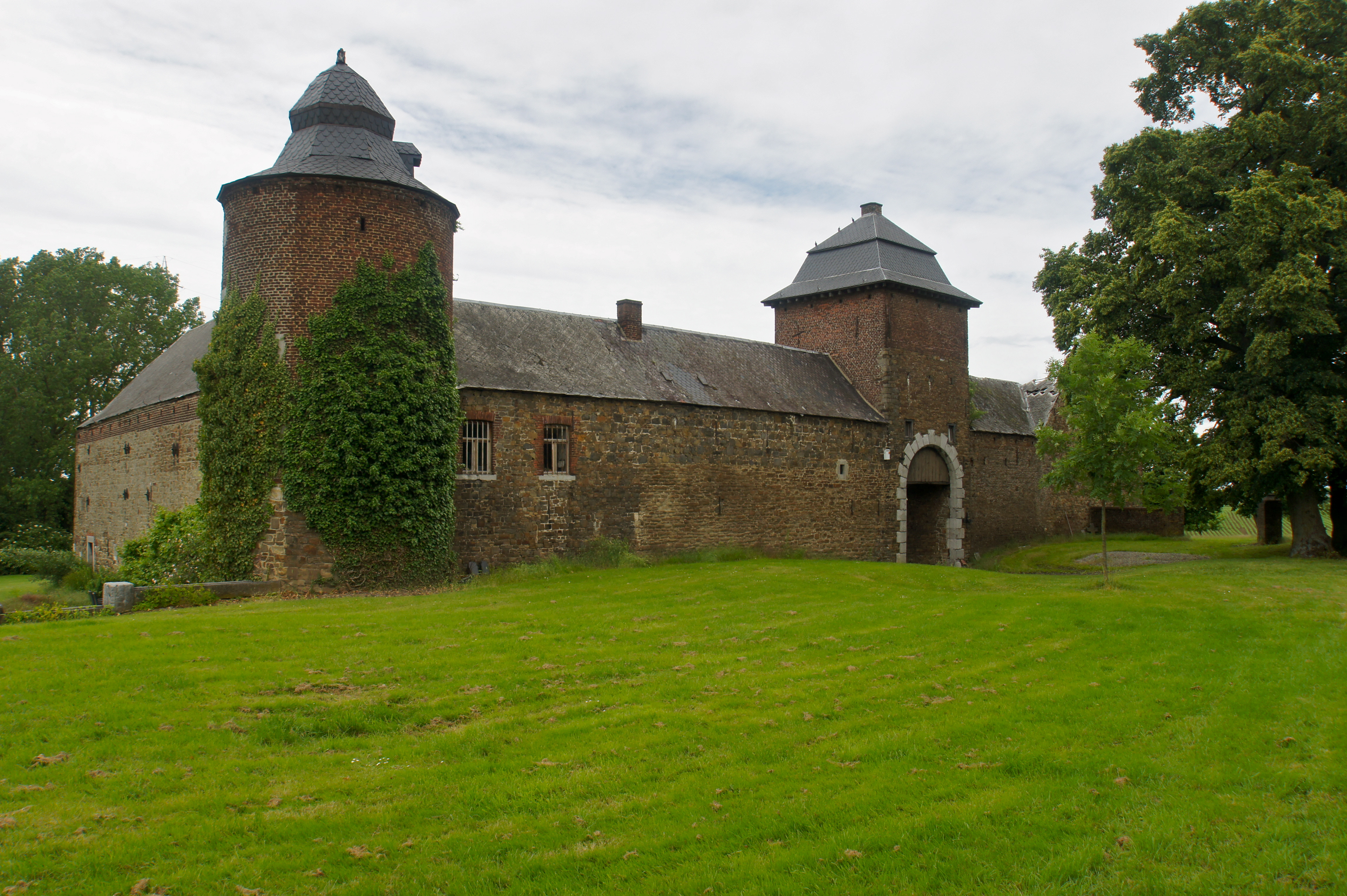
Kasteelboerderij van Housse

## Nabijgelegen kernen
Barchon, Cheratte, Saint-Remy, Blegny
Deelgemeenten: Barchon · Housse · Mortier · Saive · Saint-Remy · Trembleur

Overige plaatsen: Blegny · Leval · Loneux · Parfondvaux

Belgische gemeenten · arrondissement Luik · provincie Luik · Wallonië